# درة غروتشنغ (لوداب)
درة غروتشنغ (بالفارسية: دره گروچنگ) هي قرية تقع في إيران في قسم لوداب الريفي. يقدر عدد سكانها بـ 46 نسمة بحسب إحصاء 2016.